# Sminthurus banksi
Sminthurus banksi är en urinsektsart som beskrevs av Christiansen och Bellinger 1981. Sminthurus banksi ingår i släktet Sminthurus och familjen Sminthuridae. Inga underarter finns listade i Catalogue of Life.